# Les Nuits du loup-garou
Série Hombre Lobo
Les Vampires du docteur Dracula Dracula contre Frankenstein
Pour plus de détails, voir Fiche technique et Distribution.
Les Nuits du loup-garou (Las Noches del Hombre Lobo) est un film d'horreur franco-espagnol de 1968 réalisé par René Govar. La deuxième partie de la franchise cinématographique sur Waldemar Daninsky. Le film n'a jamais été projeté en salles ni diffusé dans les médias et est considéré comme perdu.

## Synopsis
Le scientifique a appris que son élève souffre de lycanthropie et, sous couvert d'aide, l'utilise comme arme de vengeance, le contrôlant avec des ondes sonores.

## Fiche technique
- Titre original : Las Noches del Hombre Lobo
- Titre français et québécois : Les Nuits du loup-garou
- Réalisation : René Govar
- Scénario : C. Bellard, René Govar et Jacinto Molina Alvarez
- Production : Enrique Molina
- Sociétés de production : Kin Films
- Pays d'origine :  France et  Espagne
- Langue originale : espagnol
- Format : couleur - 35 mm - 2.39:1 (Techniscope) - son Mono
- Genre : horreur et fantastique

## Distribution
- Paul Naschy : Waldemar Daninsky
- Peter Beaumont : Scientifique fou; Dr Wolfenstein
- Monique Brainville
- Beba Novak
- Helene Vatelle

## Histoire
Le "loup-garou espagnol" Paul Naschy était la seule personne qui, jusqu'à sa mort, a insisté pour que le scénario soit filmé. Il a insisté dans des interviews filmées à Paris. Le "réalisateur", René Govar, a été "tué" dans un accident de voiture une semaine après l'envoi du film au laboratoire pour traitement. Ensuite, l'histoire change selon la source: Certains disent que le film était dans la voiture et a été détruit dans l'accident. D'autres disent que puisque personne n'a jamais payé les coûts négatifs, le laboratoire a conservé le film comme garantie et l'a ensuite égaré ou jeté. En fait, les acteurs principaux que Naschy a attribués à ce film (Peter Beaumont et Monique Brainville) n'ont apparemment jamais existé; et René Govar n'a pas d'autres crédits sur IMDb, et il n'y a pas non plus de trace d'un réalisateur nommé René Govar travaillant dans l'industrie cinématographique française. Certains pensent que Naschy a peut-être inventé pour booster son CV à un moment où il débutait dans l'industrie.
Il est possible que «Les nuits du loup-garou» ait fini par être le film «La fureur du loup-garou» de 1970, car les intrigues des deux films sont très similaires, ce qui expliquerait pourquoi ce film n'est plus.
Le documentaire de 2010 «L'homme qui a vu Frankenstein pleurer» présentait une image présumée du film perdu.
Paul Naschy a affirmé jusqu'à sa mort que le film existait et a promis de trouver une copie du film. Cela signifie probablement qu'une copie du film appartient actuellement à la famille de Naschy ou aux amis de Paul.